# Lysimachia baoxingensis
Lysimachia baoxingensis là một loài thực vật có hoa trong họ Anh thảo. Loài này được (F.H. Chen & C.M. Hu) C.M. Hu mô tả khoa học đầu tiên năm 1986.